# Poggio a Caiano
Poggio a Caiano ist eine italienische Gemeinde mit 9917 Einwohnern (Stand 31. Dezember 2023) in der toskanischen Provinz Prato.

## Geografie
Poggio a Caiano liegt 9 km südlich der Provinzhauptstadt Prato. Der Ort liegt in der klimatischen Einordnung italienischer Gemeinden in der Zone D, 1 732 GG. Zu den wichtigsten Gewässern im Gemeindegebiet gehört der Ombrone Pistoiese, der den Ort auf einer Länge von zwei Kilometern durchfließt.
Zu den Ortsteilen gehören Bonistallo, Petraia, Poggetto und Santa Cristina in Pilli.
Die Nachbargemeinden sind Campi Bisenzio (FI), Carmignano, Prato und Signa (FI).

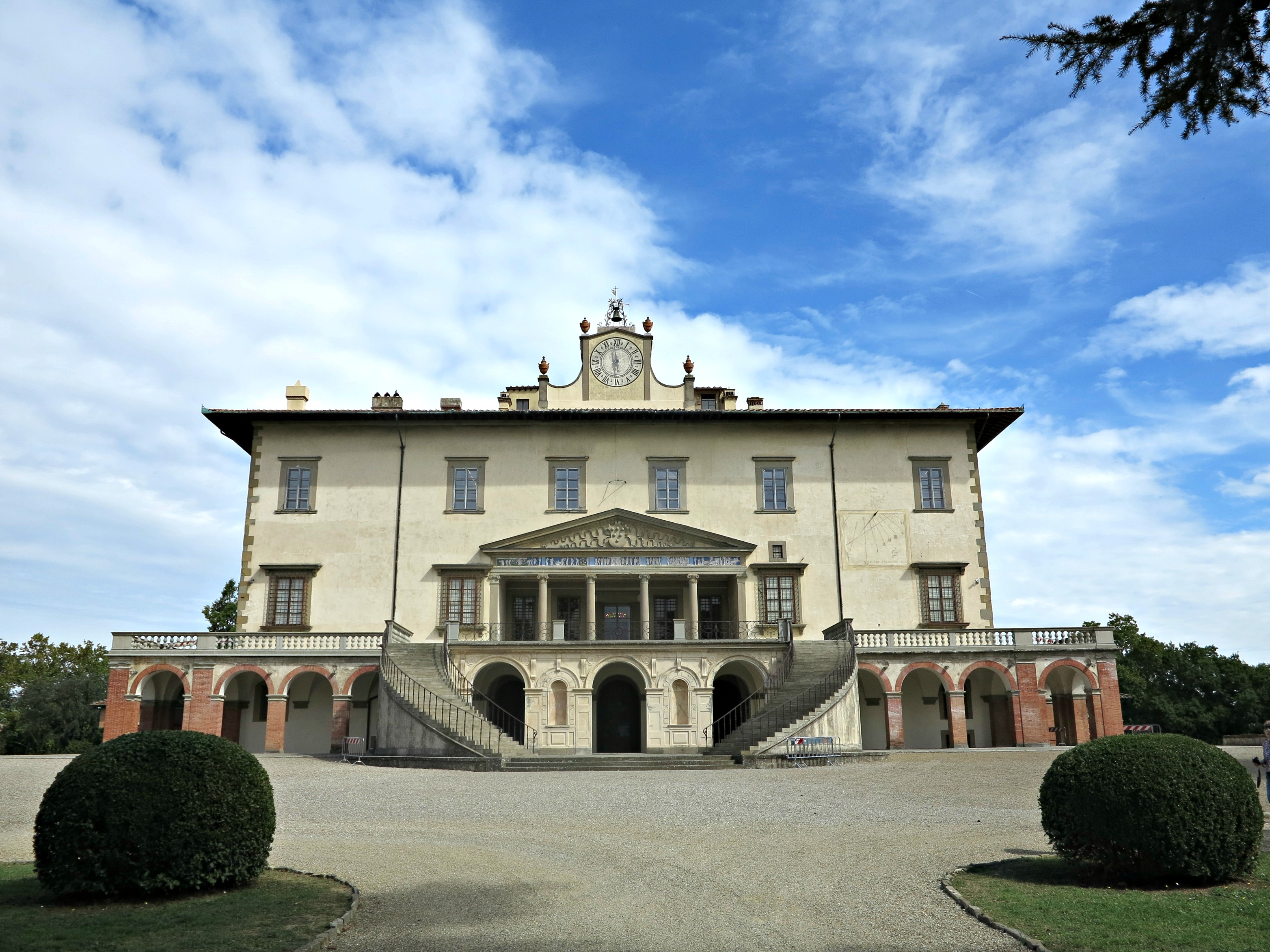
Medici-Villa Poggio a Caiano

## Sehenswürdigkeiten
In Poggio a Caiano ließ sich Lorenzo il Magnifico ab 1485 von Giuliano da Sangallo die prächtige Villa Medici errichten, die heute der Öffentlichkeit zugänglich ist.

## Wirtschaft
In Poggio a Caiano werden der DOCG-Wein Carmignano und die DOC-Weine Barco Reale di Carmignano und Vin Santo di Carmignano angebaut.

## Städtepartnerschaften
Seit 1977 besteht eine Partnerschaft zwischen Poggio a Caiano und Charlottesville im Bundesstaat Virginia, USA.

## In der Gemeinde geboren
- Filippo Mazzei (1730–1816), italo-amerikanischer Diplomat
- Armando Spadini (1883–1925), Maler